# 余潜
余潜（1917年—1991年），原名于焕堂，男，河南滑县人，中华人民共和国军事人物，中国人民解放军少将，曾任四川省军区政治委员。